# رودي غلين
رودي غلين (بالإنجليزية: Rudy Glenn)‏ (12 أكتوبر 1958 بلوتون في الولايات المتحدة - ) هو مدرب كرة قدم ولاعب كرة الصالات ‏ ولاعب كرة قدم أمريكي في مركز الوسط. شارك مع منتخب الولايات المتحدة لكرة القدم ومنتخب الولايات المتحدة الوطني لكرة قدم الصالات. أما مع النوادي، فقد لعب مع تيم أمريكا ‏ وChicago Shoccers ‏ وشيكاغو ستينغ.

## وصلات خارجية
- رودي غلين على موقع قاعدة بيانات كرة القدم.إي يو (الإنجليزية)